# Solomon Michoels
Solomon Michajlovič Michoels (rusky Соломон Михайлович Михоэлс, 16. března 1890 – 13. ledna 1948) byl sovětský divadelní herec židovského původu a ředitel Moskevského státního židovského divadla. Působil jako předseda Židovského antifašistického výboru během druhé světové války. Po válce upadl v nemilost Stalina, který ho nakonec nechal zavraždit.
Michoels, narozen jako Šlojme Vovsi, studoval práva v Petrohradě. V roce 1918 začal hrát v divadle, kde se pokusil vytvořit národní židovské divadlo v Rusku založené na jidiš. V roce 1920 odešel do Moskvy.
Michoels zpočátku byl řadovým hercem, od roku 1928 byl ředitelem divadla. Během třicátých let se ocitl v ohrožení, protože udržoval kontakty s oběťmi Stalinových čistek. Přesto aktivně podporoval Stalina proti Hitlerovi, a v roce 1942 se stal předsedou Židovského antifašistického výboru. Cestoval kolem světa a scházel se se židovskými společnostmi, které měly povzbuzovat Sovětský svaz proti Třetí Říši.
Po válce začal Stalin být čím dál víc paranoidním a začal přikazovat zatýkat židy. Národní židovské divadlo nechal zavřít a několik herců odsoudit k trestu smrti a popravit.
Michoels byl v té době v Minsku. Přesto ho agent Pavel Sudoplatov vypátral a jeho pomocníci Michoelse utloukli k smrti. Jeho tělo poté nechali přejet nákladním autem, aby jeho smrt vypadala jako po dopravní nehodě.